# 蘭德斯維爾 (阿拉巴馬州)
蘭德斯維爾（英語：Landersville）是一個位於美國阿拉巴馬州勞倫斯縣的非建制地區。該地的面積和人口皆未知。

## 地理
蘭德斯維爾的座標為34°28′08″N 87°24′03″W / 34.46889°N 87.40083°W，而該地的平均海拔高度為198米（即650英尺）。